# 甘国雄
甘国雄，汉军镶蓝旗人，是一名清朝政治人物。监生出身。
甘国雄曾于1719年接替王溯维任青浦县知县一职，1722年由吴宏助接任。